# Ragnar Norlander
Ragnar Benjamin Norlander, född den 7 januari 1888 i Nöbbele församling, Kronobergs län, död den 25 maj 1975  i Stockholm, var en svensk ämbetsman.
Norlander blev kammarskrivare i tullverket 1916 (extra ordinarie 1907), revisor i generaltullstyrelsen 1930 och förste revisor 1937. Han var adjungerad ledamot där 1930–1950 och byråchef 1951–1953. Norlander blev riddare av Nordstjärneorden 1952.